# Gakusen Toshi Asterisk
Gakusen Toshi Asterisk (学戦都市アスタリスク Gakusen Toshi Asutarisuku?), también conocida como The Asterisk War en inglés, es una serie de novelas ligeras escritas por Yuu Miyazaki e ilustradas por Okiura. Media Factory ha publicado 17 volúmenes desde el 25 de septiembre de 2012 en MF Bunko J. Una adaptación a manga con dibujo por Ningen empezó a serializarse en la revista mensual Comic Alive de Media Factory en enero de 2013. Una adaptación a anime producida por A-1 Pictures empezó a emitirse el 3 de octubre de 2015. La primera mitad del anime se emitió de octubre a diciembre de 2015. La segunda mitad se emitió de abril a junio de 2016.

## Argumento
Invertia (落星雨 Inverutia?) fue una catástrofe astral que aniquiló muchas ciudades en el siglo XX. En respuesta a la economía en declive, la Fundación Imperio Integrado (統合企業財体 Tōgō Kigyō Zaitai?) se organizó para asumir el liderazgo mundial, pero la catástrofe supuso también el nacimiento de una nueva raza de humanos con habilidades especiales: los Genestella. Al mismo tiempo, se encontró un elemento especial en el interior del meteoro, "Mana", que ayudó a que la humanidad diera un salto tecnológico. Rikka (六花), también conocida como Asterisk, es La Academia de la Ciudad en el agua, el escenario de torneos y batallas más grandes del mundo, los cuales son conocidos como "Festa" (星武祭 (フェスタ) Fesuta), incluyendo el "El Festa de la guerra de las estrellas". La Academia Seidōkan (星導館学園 Seidōkan Gakuen) se convirtió en la quinta academia de más alto rango en Asterisk y Kirin Toudou se convirtió en su estudiante de más alto rango. Ayato Amagiri, un Genestella, llega a Rikka con la petición de la presidenta del consejo estudiantil de la academia Seidōkan, Claudia Enfield. Durante su primer día como estudiante en Rikka, él desata la ira de "La Bruja de las Llamas Resplandecientes" Julis, y termina teniendo un duelo con ella. ¡La más grande batalla de la academia comienza aquí!.

## Personajes

### Academia Seidoukan
Ayato Amagiri (天霧 綾斗 Amagiri Ayato?)
 Seiyū: Atsushi Tamaru
El protagonista principal de la historia. En el inicio de la serie, es el nuevo estudiante transferido de la academia Seidōkan y utiliza el estilo de lucha Amagiri Shinmei. En su primer día es desafiado a un duelo por Julis, debido a los acontecimientos embarazosos que pasaron entre ellos cuando se conocen. Durante el duelo, Julis es atacada por la flecha de un personaje desconocido y salvada por Ayato, pero acaban en una posición muy embarazosa, luego, el duelo es detenido por Claudia. Se reencuentra con su amiga de la infancia Saya en la escuela después de no verse por cinco años debido a que Saya se mudó al extranjero con su padre. Julis le muestra los alrededores del recinto escolar y al día siguiente la ciudad para darle las gracias por salvarla durante el duelo. Es muy fuerte pero sus poderes fueron sellados. Vino a la academia Seidōkan para investigar la desaparición de su hermana y para encontrar un objetivo que cumplir. Su Ogre Lux es "Ser = Veresta".
Julis-Alexia von Riessfelt (ユリス＝アレクシア・フォン・リースフェルト Yurisu-Arekushia Fon Rīsuferuto?)
 Seiyū: Ai Kakuma
Ella tiene el rango 5 de la Academia Seidōkan y también es conocida como "Grüne Rose", es la primera princesa de Lieseltania. Su nombre completo es Julis-Alexia Marie Florentia Renate von Riessfelt. Ejerce un Ogre Lux tipo estoque llamado "Aspera Spina" el cual utiliza durante el Festa de Fénix y porta la imagen de una flor para su poder, control sobre las llamas. Normalmente es distante de otros alumnos pero es amistosa con Ayato, como cuándo ella le devuelve los saludos cuando normalmente no se los devolveria a otro alumno. Durante su duelo con Ayato cuándo se conocieron, es atacada por un personaje desconocido pero es salvada por Ayato de ser impactada por una flecha y entonces el duelo es detenido por Claudia. Debido a este acontecimiento, muestra a Ayato los alrededores de la escuela y la ciudad como agradecimiento. Se inscribe en el Festa del Fénix porque necesita el dinero para donarlo al orfanato de su país. Después de ser salvada por Ayato, se une a Ayato para el Festa del Fénix. Desarrolla sentimientos hacia Ayato en el transcurso de la serie.
Saya Sasamiya (沙々宮 紗夜 Sasamiya Saya?)
 Seiyū: Shiori Izawa
Saya es una amiga de la infancia de Ayato. Parece no tener emociones, pero se enrojece cuando está con Ayato. Utiliza unos Ogre Lux tipo pistola los cuales pueden disparar explosiones potentes.
Claudia Enfield (クローディア・エンフィールド Kurōdia Enfīrudo?)
 Seiyū: Nao Tōyama
Rango 2 de la Academia Seidōkan y la presidenta del consejo estudiantil, ella es quien recomienda a Ayato para venir a la academia. Logra la posición de presidente y desde entonces quiere ganar el Gryps para hacer su deseo realidad. Es la usuaria del Ogre Lux "Pan-Dora", el cual le permite ver el futuro durante duelos.
Kirin Tōdō (刀藤 綺凛 Tōdō Kirin?)
 Seiyū: Ari Ozawa
Ex-rango 1 de la Academia Seidōkan. Se batió en un duelo contra Ayato y ganó el duelo. Parece para ser influida por su tío y es temerosa de él. Ayato finalmente perdió el duelo debido a la velocidad de Kirin. Más tarde, se vuelven a enfrentar y esta vez, Ayato se alza con la victoria convirtiéndolo en el nuevo rango 1.
Lester MacPhail (レスター・マクフェイル Resutā Makufeiru?)
 Seiyū: Takanori Hoshino
Rango 9 de la Academia Seidokan. Su Ogre Lux es un hacha llamada "Bardiche Leo". A pesar de su actitud hostil, en el fondo es de hecho decente, por ejemplo cuándo ayuda a Ayato en ciertas ocasiones o cuando le agradece por detener a Cyrus.
Eishirō Yabuki (夜吹 英士郎 Yabuki Eishirō?)
 Seiyū: Yūma Uchida
Compañero de habitación de Ayato y mejor amigo de este. Conocido como miembro del club de periodismo de la academia, es también un miembro de "Estrella sombría", una organización espía que trabaja para la Fundación Empresarial Integrada (lo cual es esencialmente el gobierno mundial).
Silas Norman (サイラス・ノーマン Sairasu Nōman?)
 Seiyū: Yuuichi Iguchi
Amigo de Lester. Está en primer año de secundaria.
Randy Hooke (ランディ・フック Randi Fukku?)
 Seiyū: Nobuyuki Kobushi
Amigo de Lester. Pese a su condición de obesidad es muy ágil..
Kyōko Yatsuzaki (八津崎 匡子 Yatsuzaki Kyōko?)
 Seiyū: Yūko Kaida
Tutora de la clase de Ayato. Es violenta y suele golpear a los alumnos que molestan en clase. Es exalumna de Le Wolfe y una Strega quién dirigió al instituto negro Le Wolfe a ganar el Gryps.

### Academia Gallardworth
Ernest Fairclough (アーネスト・フェアクロフ Ānesuto Feakurofu?)
 Seiyū: Takahiro Sakurai
El presidente del consejo estudiantil de St. Gallardsworth. Usuario del Ogre Lux "Lei-Glems" y apodado "Caballero Sagrado".

### Academia Allekant
Ernesta Kühne (エルネスタ・キューネ Erunesuta Kyūne?)
 Seiyū: Chinatsu Akasaki
Una estudiante de Allekant y dirigente de Pygmalion (facción de escultor). Una genio a pesar de su personalidad juguetona e infantil. Ella quiere que Als sea tratado como un igual por los humanos y ve a Ardi y Rimsi como sus niños.
Camilla Pareto (カミラ・パレート Kamira Parēto?)
 Seiyū: Mutsumi Tamura
Una estudiante de Allekant y miembro de Ferrovious (facción de leones).
Shuma Sakon (左近洲馬 Shūma Sakon?)
 Seiyū: Nobuo Tobita
Presidente del consejo estudiantil de Allekant. Está en segundo año de secundaria. Un miembro de la Facción Flovius. Parece un tímido estudiante, e incluso parece cobarde, pero sus habilidades de negociación son estelares.
AR-D (Autonomous Puppet Prototype AR-D Arudi?)
 Seiyū: Wataru Hatano
Tipo: "Defensa absoluta". "Rechazo absoluto" es su nombre en clave, así como su alias. Tiene su propio sentido de identidad propia, y es dinámico y temerario por naturaleza. Cuando se une a RM-C, él toma la vanguardia.
RM-C (Autonomous Puppet Prototype RM-C Rimushi?)
 Seiyū: Haruka Yoshimura
Tipo de cañón: "poder ruinoso". "Ruinous Might" es su nombre en clave, así como su alias. Ella tiene su propio sentido de identidad propia, y es genial y está compuesta por la naturaleza. Cuando se une a AR-D, ella toma la retaguardia.

### Academia Jie Long
Fan Xinglu (范 星露 Fan Shinrū?)
 Seiyū: Omi Minami
La joven presidenta del consejo estudiantil de Jie Long. Debido a su edad es incapaz de participar en el actual Festa.
Li Shenyun ([リー・シェンユン] 黎沈雲 Rī Shen'yun?)
 Seiyū: Satsumi Matsuda
Rango # 9 de Jie Long y hermano gemelo mayor de Shenhua. Es un experto en Star Senjutsu (técnica de universalización con capacidad de inducción de maná) y es capaz de crear la ilusión de cosas inexistentes para que parezca que existen. Él es mucho más cauteloso que su hermana, pero ambos hermanos tienen una personalidad igualmente excéntrica.
Li Shenhua ([リー・シェンファ] 黎沈華 Rī Shenfa?)
 Seiyū: Risae Matsuda
Rango # 10 de Jie Long y hermana gemela más joven de Shenyun. Es experta en Star Senjutsu y es capaz de crear la ilusión de hacer que las cosas existentes parezcan desaparecer. Ella es más extrovertida que su hermano.

### Academia Lewolfe
Dirk Eberwein (ディルク・エーベルヴァイン Diruku Ēberuvain?)
 Seiyū: Tomokazu Sugita
El presidente de consejo estudiantil del instituto negro Le Wolfe. Es frío, calculador y retorcido a más no poder, por lo que es apodado "Rey sin Escrúpulos".
Korona Kashimaru (樫丸ころな Korona Kashimaru?)
 Seiyū: Moe Toyota
Secretaria del presidente del consejo estudiantil. Una estudiante de primer año de secundaria. A pesar de ser miembro de la Genestella, no tiene poderes de combate de los que hablar. Inscrita en ReWolfe debido a un contratiempo por el papeleo Sus calificaciones están en el rango más bajo y es algo torpe.
Irene Urzaiz (イレーネ・ウルサイス Irēne Urusaisu?)
 Seiyū: Yumi Uchiyama
La rango 3 del instituto negro Le Wolfe. Usuaria del Ogre Lux "Gravi-Sheath" y apodada "Lamilexia".
Priscilla Urzaiz (プリシラ・ウルサイス Purishira Urusaisu?)
 Seiyū: Juri Nagatsuma
La hermana menor de Irene.
Moritz Nessler (モーリッツ・ネスラー Mōrittsu Nesurā?)
 Seiyū: Masayuki Kato
Un estudiante de ReWolfe. Un miembro de Page One. También conocido como el mago espiral. Puede hacer que el viento gire como un taladro, perforando todos y cada uno de los objetos.
Gerd Schiele (ゲルト・シーレ Geruto Shīre?)
 Seiyū: Kenichiro Matsuda
Un estudiante de ReWolfe. El compañero de habitación de Moritz. Maneja un tipo de rifle Luxe.

### Academia Queenvale
Sylvia Lyyneheym ( シルヴィア・リューネハイム Shiruvia Ryūnehaimu?)
 Seiyū: Haruka Chisuga
También conocida como "Sigrdrífa" (戦律の魔女(シグルドリーヴァ)?) es la presidenta del consejo estudiantil y la rango 1 de la academia para chicas Queen Veil y la idol más famosa del mundo. Aparece por primera vez cuándo Ayato caminaba por unos callejones para buscar a Flora y Las Mafias empezaron a perseguirlo. Entonces revela su identidad delante de Ayato, utiliza sus poderes para localizar el paradero de Flora, no sin antes hacerle prometer que revelaría su identidad y después intercambian números, luego Sylvia le pide una cita a Ayato.

## Media

### Novela ligera
La serie es escrita por Yuu Miyazaki e ilustrada por Okiura, es publicada en Media Factory. El primer volumen fue publicado el 25 de septiembre de 2012.

#### Lista de volúmenes
| Núm. | Fecha de publicación     | ISBN                   |
| ---- | ------------------------ | ---------------------- |
| 1    | 25 de septiembre de 2012 | ISBN 978-4-8401-4823-8 |
| 2    | 25 de enero de 2013      | ISBN 978-4-8401-4963-1 |
| 3    | 24 de mayo de 2013       | ISBN 978-4-8401-5188-7 |
| 4    | 25 de septiembre de 2013 | ISBN 978-4-8401-5417-8 |
| 5    | 25 de marzo de 2014      | ISBN 978-4-04-066311-1 |
| 6    | 25 de junio de 2014      | ISBN 978-4-04-066779-9 |
| 7    | 25 de noviembre de 2014  | ISBN 978-4-04-067168-0 |
| 8    | 25 de mayo de 2015       | ISBN 978-4-04-067609-8 |
| 9    | 25 de septiembre de 2015 | ISBN 978-4-04-067779-8 |
| 10   | 25 de marzo de 2016      | ISBN 978-4-04-068033-0 |
| 11   | 25 de agosto de 2016     | ISBN 978-4-04-068415-4 |
| 12   | 25 de agosto de 2017     | ISBN 978-4-04-069337-8 |
| 13   | 24 de marzo de 2018      | ISBN 978-4-04-069613-3 |
| 14   | 25 de abril de 2018      | ISBN 978-4-04-069614-0 |
| 15   | 25 de diciembre de 2019  | ISBN 978-4-04-064009-9 |
| 16   | 25 de noviembre de 2021  | ISBN 978-4-04-064805-7 |
| 17   | 24 de junio de 2022      | ISBN 978-4-04-064870-5 |

### Manga
Una adaptación a manga por Ningen ha sido compilada en cinco volúmenes hasta agosto de 2016. 

#### Volúmenes
| Núm. | Fecha de publicación     | ISBN                   |
| ---- | ------------------------ | ---------------------- |
| 1    | 22 de febrero de 2014    | ISBN 978-4-04-066274-9 |
| 2    | 22 de noviembre de 2014  | ISBN 978-4-04-066895-6 |
| 3    | 19 de agosto de 2015     | ISBN 978-4-04-066895-6 |
| 4    | 23 de marzo de 2016      | ISBN 978-4-04-068222-8 |
| 5    | 23 de septiembre de 2016 | ISBN 978-4-04-068548-9 |

#### Gakusen Toshi Asterisk Gaiden: Queenvale no Tsubasa
Un manga spin-off titulado Gakusen Toshi Asterisk Gaiden: Queenvale no Tsubasa dibujado por Shou Akane, fueron publicados cuatro volúmenes hasta noviembre de 2016.

##### Volúmenes
| Núm. | Fecha de publicación   | ISBN                   |
| ---- | ---------------------- | ---------------------- |
| 1    | 9 de abril de 2015     | ISBN 978-4-06-395361-9 |
| 2    | 9 de octubre de 2015   | ISBN 978-4-06-395505-7 |
| 3    | 8 de abril de 2016     | ISBN 978-4-06-395640-5 |
| 4    | 9 de noviembre de 2016 | ISBN 978-4-06-395791-4 |

### Anime
Una adaptación a anime empezó a emitirse desde el 3 de octubre al 19 de diciembre de 2015. Una segunda temporada se estrenó el 2 de abril de 2016. La página oficial de Facebook de la serie de anime en Estados Unidos, Gakusen Toshi Asterisk se estrena en Crunchyroll el 10/3/2015.

#### Lista de episodios

##### Primera temporada
| Núm. | Título                                                                  | Fecha de Emisión        |
| ---- | ----------------------------------------------------------------------- | ----------------------- |
| 1    | "Bruja de las llamas resplandecientes" "Kaen no Majo" (華焔の魔女)      | 3 de octubre de 2015    |
| 2    | "Ser = Veresta" "Seru = Beresuta" (セル=ベレスタ)                       | 10 de octubre de 2015   |
| 3    | "Una festividad para dos" "Futari no Kyūjitsu" (二人の休日)             | 17 de octubre de 2015   |
| 4    | "Desencadenar" "Tokihanata Reshi Mono" (解き放たれし者)                 | 24 de octubre de 2015   |
| 5    | "Velocidad de la espada de relámpago" "Shippūjinrai" (疾風刃雷)         | 31 de octubre de 2015   |
| 6    | "La verdadera cara de la chica" "Sugao no Shōjo" (素顔の少女)           | 7 de noviembre de 2015  |
| 7    | "Decisiones y duelos" "Ketsui to Kettō" (決意と決闘)                    | 14 de noviembre de 2015 |
| 8    | "Una festividad para dos, Parte 2" "Futari no Kyūjitsu ②" (二人の休日②) | 21 de noviembre de 2015 |
| 9    | "El Festa del Fénix" "Hōō Hoshi Takeshi-sai" (鳳凰星武祭)               | 28 de noviembre de 2015 |
| 10   | "La princesa vampiro tirana" "Vanpaia no Bōryoku Hime" (吸血暴姫)       | 5 de diciembre de 2015  |
| 11   | "El poder y su precio" "Chikara to Daishō" (力と代償)                   | 12 de diciembre de 2015 |
| 12   | "Gravi-Sheath" "Guravishīzu" (グラヴィシーズ)                           | 19 de diciembre de 2015 |

##### Segunda temporada
| Núm. | Título                                                                    | Fecha de Emisión    |
| ---- | ------------------------------------------------------------------------- | ------------------- |
| 13   | "Revelaciones divinas" "Takusen"(託宣)                                    | 2 de abril de 2016  |
| 14   | "Gobernante corrupto" "Akuratsu no ō" (悪辣の王)                          | 9 de abril de 2016  |
| 15   | "Rompiendo la barrera de la memoria" "Tsuioku Tōha" (追憶闘破)            | 16 de abril de 2016 |
| 16   | "Nunca retroceder" "Yuzurenu Omoi" (譲れぬ想い)                           | 23 de abril de 2016 |
| 17   | "Los hilos de marioneta del tirano" "Akuratsu no kuri-ito" (悪辣の繰り糸) | 30 de abril de 2016 |
| 18   | "Temblando" "Honsō" (奔走)                                                | 7 de mayo de 2016   |
| 19   | "Canción de batalla" "Sen ritsu" (戦律)                                   | 14 de mayo de 2016  |
| 20   | "El enfrentamiento del Fénix" "Fenikusu Kessen" (覇凰決戦)                | 21 de mayo de 2016  |
| 21   | "Victoria confirmada" "Ketchaku" (決着)                                   | 28 de mayo de 2016  |
| 22   | "Liseltania" "Rīzerutania" (リーゼルタニア)                               | 4 de junio de 2016  |
| 23   | "La strega solitaria" "Kodoku no Majo" (孤毒の魔女)                       | 11 de junio de 2016 |
| 24   | "Reunión" "Saikai" (再会)                                                 | 18 de junio de 2016 |

##### Banda sonora
El anime cuenta con dos temporadas, cada una cuenta con un tema de apertura y un tema de cierre.
| Temporada | Canción                     | Intértpreta      |
| --------- | --------------------------- | ---------------- |
| Opening 1 | "Brand-new World"           | Shiena Nishisawa |
| Ending 1  | "Waiting for the rain"      | Maaya Sakamoto   |
| Opening 2 | "The Asterisk War"          | Shiena Nishisawa |
| Ending 2  | "Ai no Uta -words of love-" | Haruka Chisuga   |

### Videojuego
Un juego de simulacro por Bandai Namco el juego se titula Gakusen Toshi Asterisk: Houka Kenran ha sido anunciado para el 28 de enero de 2016 en la plataforma de PlayStation Vita.